# Mallinella shahu
Espèce
Mallinella shahu est une espèce d'araignées aranéomorphes de la famille des Zodariidae.

## Distribution
Cette espèce est endémique du Jiangxi en Chine,.

## Description
Le mâle holotype mesure 5,35 mm et la femelle paratype 5,89 mm.

## Systématique et taxinomie
Cette espèce a été décrite en 2023 par Ke-Ke Liu (d) dans une publication coécrite avec Zi-Min Jiang (d), Yan-Bin Yao (d) et Yong-Hong Xiao (d).

## Étymologie
Son nom d'espèce lui a été donné en référence au lieu de sa découverte, Shahu.

## Publication originale
- (en) Zimin Jiang, Yanbin Yao, Yonghong Xiao et Keke Liu, « A new species of Mallinella Strand, 1906 (Araneae, Zodariidae) from south China », Biodiversity Data Journal, Bulgarie, vol. 11, no e105513,‎ 20 juin 2023, p. 1-12 (ISSN 1314-2836, e-ISSN 1314-2828, lire en ligne).